# West Side Highway
West Side Highway – jednostka osadnicza w Stanach Zjednoczonych, w stanie Waszyngton, w hrabstwie Cowlitz.